# رود باهوکلات

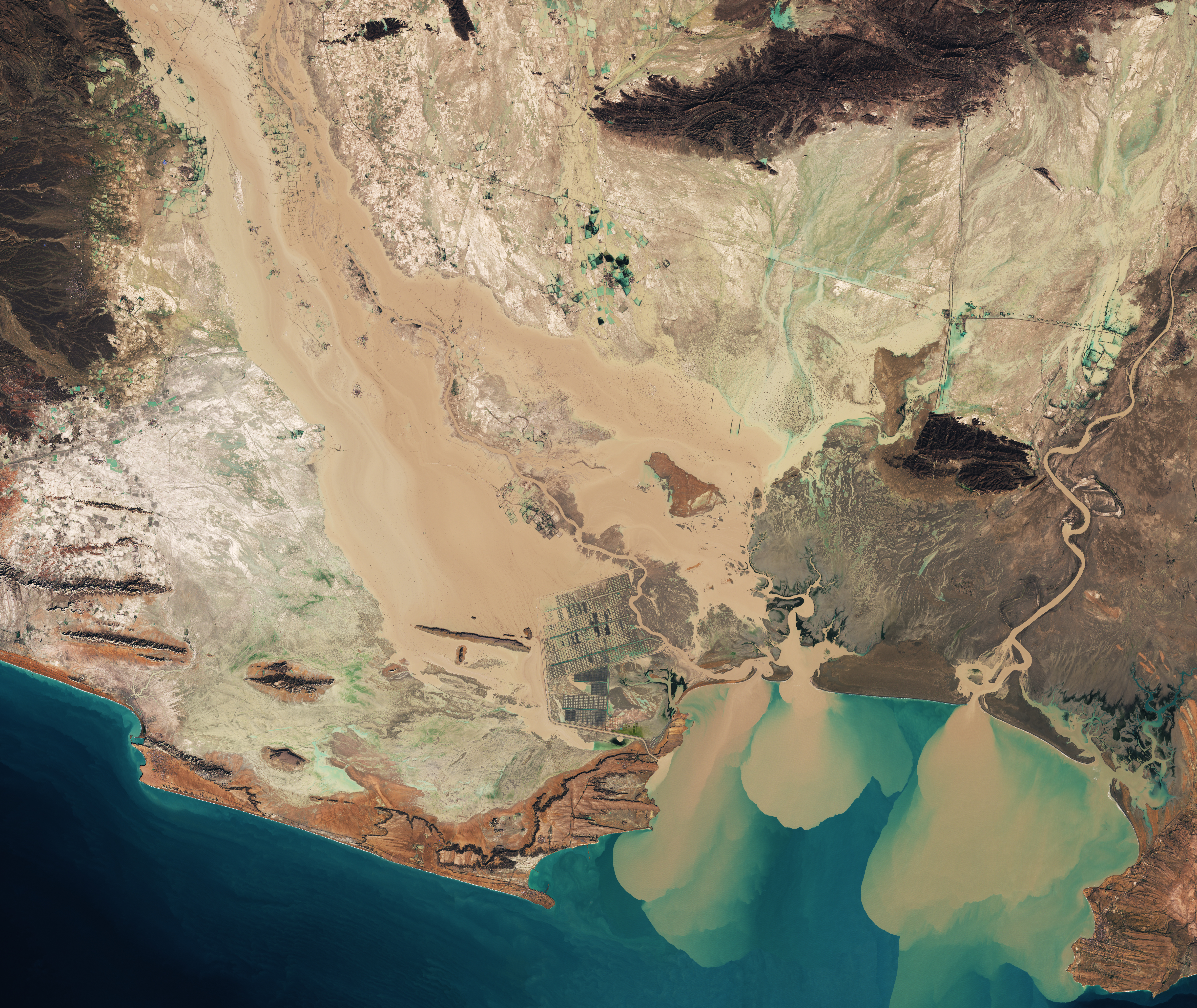
این نگاره که در ژانویه ۲۰۲۰ میلادی، از سیلی که استان سیستان و بلوچستان را تحت تأثیر قرار داد، گرفته‌شده است. در این نگارهٔ ماهواره‌ای، رودخانه باهوکلات در ایران و رودخانه دشت در پاکستان در خلیج گواتر دیده می‌شوند. بین این دو، رودخانه سرباز که کوتاه‌تر است، قرار دارد.

رودخانه باهوکلات، که به رودخانه باهو ، رود دشتیاری و رود سیلوپ نیز معروف است، رودخانه‌ای در استان سیستان و بلوچستان در ایران است ، و در منطقه باهو واقع شده، که در حدود ۹۰ کیلومتری شهرستان چابهار است . این رودخانه طولانی‌ترین و بزرگترین رودخانه در قسمت جنوب شرقی ایران است و به خور باهو در خلیج گواتر در مرز پاکستان و ایران ، در حدود ۸۰ کیلومتری غرب گوادر می‌ریزد.